# 熱超導
熱超導是指固態的傳熱介質其熱能輸入端與熱能輸出端完全無溫差的現象，亦即熱阻為零的現象。

## 概述
熱交換基本以熱傳導、熱對流、熱輻射三種模式進行；
其中熱傳導係因溫差所驅動之熱能於固態物質中傳遞之熱交換模式，而亦因溫差的存在，使熱傳導過程有一定的熱能損耗，稱之為熱損，在絕大部份熱交換器、冷卻器等各式熱管理需求中，熱損是不受歡迎的，若能於無溫差的狀態下進行熱傳導，熱損就能避免，此即等溫熱傳之熱超導現象。
現行此概念之實用產品有各式以封閉金屬腔體與作動流體所組成的熱超導元件，如熱導管、熱導板...等。